# Tafel van ontmoeting
Tafelen van ontmoeting zijn specifieke gebeden gebruikt in het bahai-geloof tijdens een bezoek aan de heiligdommen van de oprichters of martelaren.
De Báb, Bahá'u'lláh en 'Abdu'l-Bahá schreven veel tafelen van ontmoeting. De tafel van ontmoeting voor de Báb en Bahá'u'lláh is een gebed dat wordt gebruikt tijdens een bezoek aan de graftombe van Bahá'u'lláh en van de Báb en wordt ook gebruikt tijdens de heilige dagen die met hen verbonden zijn. Dit gebed is samengesteld uit passages uit verschillende geschriften van Bahá'u'lláh.
Er is ook een tafel van ontmoeting voor 'Abdu'l-Bahá, dat een gebed is dat nederigheid en onbaatzuchtigheid uitdrukt.